# Lawrence Dallaglio
Lorenzo "Lawrence" Bruno Nero Dallaglio, född den 10 augusti 1972 i London, är en engelsk tidigare rugbyspelare, som tillbringade hela sin karriär hos London Wasps. Han var även kapten för det engelska rugbylandslaget under en period. Dallaglio har också skrivit böcker, bland annat en självbiografi och en bok med skrönor där flera kända spelare bidrog med historier om spelet.  

## Utmärkelser
- Officer av Brittiska imperieorden,  2008

[Redigera Wikidata]